# 실리어스 탤벗

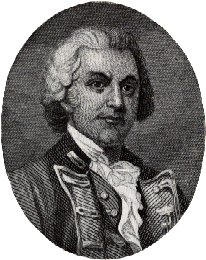

실리어스 탤벗(Silas Talbot, 1751년 1월 11일 ~ 1813년 7월 30일)은 미국 독립 전쟁 시기의 대륙군 장교이자, 대륙군 해군 장교였다. 탤벗은 1799년에서 1801년에서 컨스티튜션 호를 지휘한 것으로 유명하다.

## 어린 시절
탤벗은 매사추세츠 다이턴의 가난한 가정에서 태어났다. 그는 12살 때 심부름하는 소년으로 처음 연안선을 탔다. 탤벗의 능력은 뛰어났으며, 1772년 집을 살만큼 충분한 저축을 해서 로드아일랜드 섬에서 정착을 했다.

## 같이 보기
- 존 폴 존스 (군인)

## 역대 선거 결과
| 선거명      | 직책명                     | 대수 | 정당     | 득표율 | 득표수  | 결과 | 당락                 |
| ----------- | -------------------------- | ---- | -------- | ------ | ------- | ---- | -------------------- |
| 1793년 선거 | 하원의원 (뉴욕 제10선거구) | 3대  | 연방주의 | 41.58% | 1,209표 | 1위  | 뉴욕주 하원의원 당선 |